# 지질 (지질학)
지질(地質)이란 지각의 근본이 되는 물질의 성질, 상태, 종류 등을 말한다. 지층의 구조, 지층을 포함하고 있는 암석, 토양 등의 구성의 차이에 따라 판별한다.
지질학은 지질을 전문적으로 연구하는 학문이다. 지질 연구중 화석과 광물을 발견하는 일도 적지 않다.

## 같이 보기
- 지질학
- 지질도
- 지질조사
- 지층
- 한국의 지질